# John Le Mesurier
John Le Mesurier (IPA: [ lə_ˈmɛʒərə ]), születési nevén John Charles Elton Le Mesurier De Somerys Hallilay  (Bedford, Bedfordshire, Egyesült Királyság, 1912. április 5. – Ramsgate, Kent, Egyesült Királyság, 1983. november 15.) brit (angol) színpadi és filmszínész, komikus, 1949–1965 között Hattie Jacques férje, gyermekeinek apja. Egyik ismert szerepe Arthur Wilson őrmester alakja a BBC Az ükhadsereg című televíziós szappanoperájában (1968–1977).

## Élete

### Származása
John Elton Le Mesurier De Somerys Halliley néven született az angliai Bedfordban. Apja Charles Elton Halliley jogtanácsos, anyja Amy Michelle Le Mesurier, akinek családja Alderneyből származott. Mindkét család hagyományosan be volt ágyazódva a brit establishment-be, a Halliley-k és a Le Mesurier-k is hagyományosan államjogászként, birodalmi kormányzati vagy gyarmati tisztviselőként szolgáltak. A Le Mesurier-k voltak Alderney örökletes kormányzói, a sorban az utolsó, John Le Mesurier (1781–1843) 1825-ben adta át hivatalát a brit koronának. Másik őse, Frederick Le Mesurier ezredes találta fel a 19. században a huzagolt csövű RML 2,5-hüvelykes elöltöltős hegyi tarackot a gyarmati hadsereg számára.
John gyermekkorában családja Bury St Edmunds-ba költözött (West Suffolkban). Itt járt iskolába, előbb a kenti Grenham House-ban később a dorseti Sherborne School-ba, itt egyik osztálytársa volt Alan Turing (1912–1954), későbbi matematikus, számítógép-tudós. A család úgy tervezte, John apja nyomdokába lép, és jogász lesz, de a színészethez több kedvet érzett és 20 évesen, szülei beleegyezésével Fay Compton színiiskolájába ment, ahol egyik osztálytársa Alec Guinness lett. 1934–1946 között (katonai szolgálati évein kívül) főleg repertoár-színházakban játszott. A második világháborúban Brit-Indiában szolgált, az akkor még egységes India északnyugati, Afganisztánnal szomszédos határvidékén.

### Pályája
A háború után, 1946-tól színpadon kezdett dolgozni, kezdetben nehezen talált munkát, és 1948-ban kis szerepet kapott a Death in the Hand című thrillerben. 1946–1959 között Anglia több színházában játszott, és apró filmes mellékszerepekből éldegélt.
Az 1950-es évek második felétől számtalan kis filmes mellékszerepet kapott, elsősorban a Boulting Brothers produkcióban. Csak 1960-ban kilenc mozifilmet forgatott. Szigorú katonákat, rendőröket, tanárokat alakított. Peter Sellersszel, John Gielguddal, Terry-Thomas-szal, David Nivennel játszott együtt. 1966-ban az ITV-től saját szituációs komédiasorozatot kapott, ahol Maynard ezredesként Sidney James-szel és Peggy Mounttal játszhatott együtt.
1968–1977 között megkapta életének legismertebb szerepét, Arthur Wilson őrmester megformálását Az ükhadsereg (vagy „Papák haptákban”, eredetileg Dad’s Army) c. tévésorozatban. Ebből a nagy sikerű szituációs családi komédiasorozatból 1971-ben mozifilm is készült, Le Mesurier ebben is ugyanazt a szerepet vitte. 1969-ban Peter Collinson rendező Az olasz meló című bűnügyi kalandfilm-vígjátékában Michael Caine-nel, Benny Hillel és Raf Vallonéval együtt játszott.
Kedvencei a vígjátéki szerepek voltak, de komoly drámai alakításokat is vállalt. 1971-ben a Play for Today sorozat keretében vetített Traitor című filmdrámában, melyet Dennis Potter írt és Alan Bridges rendezett, ő kapta a főszerepet, Adrian Harrist, egy brit arisztokratát, aki kiábrándulva a brit társadalom képmutató és hamis világából, átmegy a szovjetekhez, árulóvá lesz. Évtizedekkel később szembesül tettének valódi motivációival. Adrian Harris alakját a szerzők az 1963-ban átszökött Kim Philbyről mintázták. A szerep hiteles megformálásáért 1972-ben megkapta a legjobb televíziós színésznek járó BAFTA-díjat.

### Magánélete
John Le Mesurier háromszor nősült. Első feleségét, a Goodness, How Sad színdarab rendezőjének leányát, June Melville-t (1914–?) 1939-ben vette feleségül, 1947-ben elváltak.
1949-ben feleségül vette színész kollégáját, Hattie Jacques-ot. Két közös gyermekük született, Robin Le Mesurier (*1952) és a fiatalon elhunyt Kim Le Mesurier (1956–1991). 1965-ben elváltak, hűtlenség miatt. (Valójában Hattie Jacques csalta meg férjét egy férfival, de Le Mesurier, felesége színésznői karrierjének megóvása miatt beleegyezett, hogy őt mondják ki bűnösnek hűtlenségben. A férj a hivatalos verzió szerint Joan Dorothy Long színésznővel (*1931) csalta volna meg feleségét.)
Miután a válást kimondták, Le Mesurier 1966-ben feleségül vette Joan Dorothy Longot, aki Le Mesurier haláláig, 1983-ig mellette maradt. A házasság súlyos válságokat élt át, mert Joan friss feleségként viszonyt létesített régi barátjával, Tony Hancock színész-rendezővel (1924–1968). A krízis 1968-ig tartott, amikor Hancock öngyilkos lett, a házasfelek viszonya helyreállt. Az 1983-ban megözvegyült Joan a férjezett nevén, Joan Le Mesurier néven vált híressé, mint férjének életrajzírója.

## Főbb filmszerepei
- 1948: Death in the Hand, rövidfilm, Jack Mottram
- 1951: Sherlock Holmes, tévésorozat, The Second Stain, Eduardo Lucas
- 1951: Surprise Attack, rövidfilm, országos tisztifőorvos (general practitioner physician)
- 1952: Öreg Riley Anya találkozik a vámpírral (Mother Riley Meets the Vampire), ember a Scotland Yard-ról.
- 1956: A River Plate-i csata (The Battle of the River Plate), George Groves tisztelendő atya, HMS Exeter
- 1957: Különös hajótöröttek (The Admirable Crichton), Monsieur Fleury
- 1958: Máshol, máskor (Another Time, Another Place), Dr. Aldridge
- 1958: The Moonraker, Oliver Cromwell
- 1958: Jog és zűrzavar (Law and Disorder), Sir Humphrey Pomfret
- 1958: A nagy manőver (I Was Monty’s Double), R.A.P.C. adjutáns
- 1959: Diplomácia, óh! (Carlton-Browne of the Foreign Office), Alexis nagyherceg
- 1958–1959: Tell Vilmos (William Tell), Burgundia hercege
- 1959: A sátán kutyája (The Hound of the Baskervilles), Barrymore
- 1959: Jack the Ripper, Dr. Trenter
- 1959: Szövetség az ördöggel (Shake Hands with the Devil), brit tábornok
- 1959: A Mary Deare katasztrófája (The Wreck of the Mary Deare), M.O.A. ügyvéd
- 1959: Ben Hur (Ben-Hur), orvos
- 1959: Ellopták a hangomat (Follow a Star), Birkett
- 1959: Havannai emberünk (Our Man in Havana), Louis pincér
- 1960: A nap, amikor kirabolták az Angol Bankot (The Day They Robbed the Bank of England), Mr Green
- 1960: Duplacsavar (Doctor in Love), Dr. Mincing
- 1960–1962: Danger Man, tévésorozat, Alvarado
- 1960: Matróz a rakétában (The Bulldog Breed), végrehajtó tanácsos
- 1961: Az álnok papagáj (The Night We Got the Bird), bírósági hivatalnok
- 1961: Topáz úr (Mr. Topaze), a zsaroló
- 1961: Nem kell kopogni (Don’t Bother to Knock), apa
- 1961: Hancock, tévésorozat, légimarsall
- 1961: Rohamnégyes (Invasion Quartet), ezredes
- 1962: Csak ketten játszhatják (Only Two Can Play), Salter
- 1962: Lányok faluja (Village of Daughters), Don Calogere
- 1962: Torreádor-keringő (Waltz of the Toreadors), Grimsley tiszteletes
- 1962: Türelemjáték (Jigsaw), Mr. Simpson
- 1963: Hancock, tévésorozat, Ambrose Butterfield
- 1963: A törvény balkeze (The Wrong Arm of the Law), segédfelügyelő
- 1963: Egér a Holdon (The Mouse on the Moon), brit delegátus
- 1963: A rózsaszín párduc (The Pink Panther), védőügyvéd
- 1964: A holdsugár-szövők (The Moon-Spinners), Anthony Gamble
- 1965: A Crossbow akció (Operation Crossbow), brit katonatiszt (kivágták)
- 1965: Azok a csodálatos férfiak a repülő masináikban (Those Magnificent Men in Their Flying Machines), francia festő
- 1965: Pitkin és a tejhatalmúak (The Early Bird), Foster ezredes, golfozó
- 1965: A felszámoló (The Liquidator), Csehov
- 1965: Tűzgolyó (Thunderball), katonai tanácstag (James Bond-film)
- 1965: Ahol kémek vannak (Where the Spies Are), MacGillivray
- 1964–1966: Bosszúállók (The Avengers), Mr. Benson / Dr. Macombie
- 1966: Elcserélt küldemények (The Wrong Box), Dr Slattery
- 1966: Az ördög szeme (Eye of the Devil), Dr. Monnet
- 1967: A huszonötödik óra (La vingt-cinquième heure), bírósági elnök
- 1967: Casino Royale, M sofőrje (James Bond-paródia)
- 1968: Só és bors (Salt and Pepper), Woodstock ezredes
- 1966–1968: George and the Dragon, tévésorozat, Maynard ezredes
- 1969: Az olasz meló (The Italian Job), kormányzó
- 1969: A csodatévő (The Magic Christian), Sir John
- 1970: Doctor in Trouble, pénztáros
- 1970: Egy tiszta nap szembenézhetsz az örökkévalósággal (On a Clear Day You Can See Forever), Pelham
- 1971: Az ükhadsereg (Dad’s Army), Arthur Wilson őrmester
- 1971: Doktor tojáshéj (Doctor at Large), tévésorozat, Stanley Moon
- 1971–1972: Jason King, tévésorozat, Doctor Litz
- 1974: Késői találkozás (Brief Encounter), tévéfilm, Stephen
- 1975: Sherlock Holmes legkedvesebb bátyjának kalandja (The Adventure of Sherlock Holmes’ Smarter Brother), Lord Redcliff
- 1977: Jabberwocky, a káplán
- 1968–1977: Papák haptákban (Az ükhadsereg / Dad’s Army), tévésorozat, Arthur Wilson őrmester / Smythe ezredes
- 1977: Karácsonyi ének (A Christmas Carol), tévéfilm, Marley szelleme
- 1978: Ki öli meg Európa nagy konyhafőnökeit? (Who Is Killing the Great Chefs of Europe?), Dr. Deere
- 1979: Artúr király és az űrhajós (The Spaceman and King Arthur), Sir Gawain
- 1979: Kalandos történetek (Ripping Yarns), tévésorozat, Runciman ezredes
- 1979–1981: Worzel Gummidge, tévésorozat, Mr. Baines
- 1980: A jó öreg dr. Fu Manchu (The Fiendish Plot of Dr. Fu Manchu), Perkins
- 1981: Utolsó látogatás (Brideshead Revisited), tévé-minisorozat, Mowbray atya
- 1982: Hi-de-Hi!, tévésorozat, Hugo Buxton

## További információ
- John Le Mesurier a PORT.hu-n (magyarul)
- John Le Mesurier az Internetes Szinkronadatbázisban (magyarul)
- John Le Mesurier az Internet Movie Database-ben (angolul)
- John Le Mesurier a Rotten Tomatoeson (angolul)
- John Le Mesurier az AlloCiné weboldalán (franciául)
- John Le Mesurier Profile. Famousfix.com. (Hozzáférés: 2023. január 18.)
- ↑ McCann:  Graham McCann. Do You Think That’s Wise? The life of John Le Mesurier (angol nyelven). London: Aurum Press (2010). ISBN 978-1-84513-583-6
- ↑ Joan:  Joan Le Mesurier. Lady Don’t Fall Backwards: A memoir dedicated to Tony Hancock and John Le Mesurier (angol nyelven). London: Sidgwick & Jackson (1988). ISBN 978-0-283-99664-1
- Graham McCann. Dad’s Army. (angol nyelven). London: Fourth Estate (2001). ISBN 978-1-84115-308-7